# Graniczna Placówka Kontrolna Medyka
Graniczna Placówka Kontrolna Medyka:
1. pododdział Wojsk Ochrony Pogranicza pełniący służbę na przejściu granicznym ze Związkiem Radzieckim Przemyśl - Mościska (kolejowe) i Przejście graniczne Medyka - Szeginie (drogowe).
2. graniczna jednostka organizacyjna polskiej straży granicznej pełniący służbę na przejściu granicznym i realizująca zadania w ochronie granicy państwowej.

## Formowanie i zmiany organizacyjne
W październiku 1945 Naczelny Dowódca WP nakazywał sformować na granicy 51 przejściowych punktów kontrolnych.
Graniczna placówka kontrolna Medyka powstała w 1945 jako kolejowy przejściowy punkt kontrolny II kategorii o etacie nr 8/11 . Obsada PPK składała się z 17 żołnierzy i 2 pracowników cywilnych.
W 1956 przeformowana na etat 358/5, wyłączona z etatu 26 B WOP i podporządkowana Dowództwu WOP. Potem jako samodzielna jednostka WOP rozformowana i włączona w skład 26 O WOP. W 1957 przeformowana na etat 358/8.
Jesienią 1965 placówka weszła w podporządkowanie Komendy wojewódzkiej Milicji Obywatelskiej.
W 1991 ochronę granicy państwa przejęła nowo sformowana Straż Graniczna. Graniczna Placówka Kontrolna w Medyce weszła w podporządkowanie Bieszczadzkiego Oddziału Straży Granicznej.
Z dniem 15 października 2002 strażnica SG w Medyce została włączona w strukturę Granicznej Placówki Kontrolnej w Medyce. Od tego dnia GPK w Medyce przejął służbową odpowiedzialność za ochronę odcinka granicy państwowej podległy dotychczas rozwiązanej strażnicy.
24 sierpnia 2005 funkcjonującą dotychczas Graniczną Placówkę Kontrolną w Medyce przemianowano na placówkę Straży Granicznej.

## Ochrona granicy
W kwietniu 1998 została zakończona budowa pawilonu odpraw pieszych. Jest to obecnie (2011) jedyne przejście piesze usytuowane na granicy z Ukrainą. Początkowo przejście piesze funkcjonowało w godzinach 7:00 - 19:00, odprawiając średnio ok. 10 - 12 tys. osób na zmianę. W listopadzie 2004 nastąpiło uruchomienie całodobowych odpraw granicznych w przejściu pieszym. 

## Dowódcy/komendanci placówki
- ppłk Maciej Dorosz
- ppłk Aleksander Kopek
- ppłk SG Maciej Pruski
- ppłk Leszek Wojtowicz
- płk SG Janusz Wojtowicz
- ppłk SG Jacek Szcząchor
- ppłk Robert Inglot
- ppłk Grzegorz Kasprzyk
- mjr SG Piotr Karpiński
- ppłk SG Bogusław Ślazyk
- mjr SG Czesław Wojciechowski
- kpt. SG Andrzeja Cisło (1991 – ?)[8]
- por. Kazimierz Weron[9]
- por. Edward Ekiert[9]
- kpt. Stefan Kempiński[9]
- por. Antoni Szewczyk[9]
- por. Marek Święcicki[9]
- kpt. Derat[9]
- kpt. Stanisław Żygadło[9]
- ppłk Józef Górajek[9]
- płk Bolesław Rozbaczyło[9]
- mjr Adam Palich[9]